# María de Peñalosa
María de Peñalosa (Segovia, ? - Lima, 1573) fue una noble segoviana, esposa de los conquistadores Vasco Nuñez de Balboa y Rodrigo Contreras. Era hija del también conquistador Pedrarias Dávila.

## Historia
María de Peñalosa nació en Segovia, hija de Pedrarias Dávila y de Isabel de Bobadilla y Peñalosa. Sus abuelos paternos eran Pedro Arias Dávila y María Ortiz de Cota. Sus abuelos maternos eran Francisco de Bobadilla y Maldonado y María de Peñalosa.
María de Peñalosa desempeñó un papel crucial en la guerra interna entre Vasco Núñez de Balboa y Pedrarias Dávila. Pedrarias, gracias a la intervención del arzobispo de Quevedo y de Isabel de Bobadilla, concertó el matrimonio entre María de Peñalosa y Núñez de Balboa. A partir de este momento la rivalidad entre ambos cesó repentinamente. La boda se realizó por poderes pero nunca se llegaron a conocer dado que Núñez de Balboa no volvería nunca a España. Pedrarias aprovechó la confianza ganada para ordenar su ejecución por falsa traición cuando Francisco Pizarro lo capturó en nombre del propio Pedrarias. Núñez de Balboa murió el 15 de enero de 1519.
María de Peñalosa se casó en segundas nupcias con Rodrigo Contreras en 1524. En 1535 Contreras fue designado gobernador de Nicaragua y la familia se desplazó a este país.
Existe una enorme disparidad en las opiniones de los historiadores respecto a María de Peñalosa: algunos la retratan como una mujer ejemplar y valiente mientras que otros la sitúan detrás de los conflictos más importantes que vivió Nicaragua en esa época y que forzaron a Rodrigo y María a desplazar su residencia a Lima. El matrimonio tuvo once hijos. 
María enviudó en 1553 y murió en la ciudad de Lima el 25 de mayo de 1573, recibiendo sepultura en el Convento de Nuestra Señora de la Merced.

## Descendencia
Con Rodrigo de Contreras tuvo varios hijos, según Nancy O'Sullivan tuvo al menos los siguientes:
- Hernando Contreras, primogénito (c.1525–1550).
- Pedro de Contreras (1526-).
- Beatriz (1529-), casada con el capitán Diego Ortiz Guzmán.
- Constanza (1530–), casada con Juan Tello de Sotomayor y Mendoza.
- Isabel (1534–), casada con Pedro de los Ríos.
- María (1537-), casada en Lima con Pedro de Córdoba.
- Jerónima (1538–), casada en Lima con el licenciado Polo de Ondegardo.

Otras fuentes genealógicas señalan también como hijos a los siguientes:
- Vasco Arias de Contreras (1526–1592).
- Alonso de Contreras. (1528- 1573).
- Diego de Contreras (1531-1549).
- Ana de Contreras (1532-)